# Медијација
Медијација је посебан облик посредовања којим се особама у конфликту помаже да постигну бољу координацију својих активности како би били ефикаснији у процесу доношења најцелисходнијег решења. Медијација укључује трећу, неутралну страну, најчешће квалификовану и оспособљену особу која има могућности да помогне особама у конфликту да дођу до нових информација и увида помажући им, са непристрасних позиција, да побољшају своје комуникације у правцу тражења повољних исхода. У последње време користи се и у судским споровима.
Медијација као алтернативан начин решавања судских спорова
Поступак медијације подразумева најмање три учесника. Медијатора, односно посредника, и најмање две супротстављене стране. Медијатори су неутрални, и непристрасани. Они немају право да саветују странке, не залазе у правна питања и чувају тајност поступка. Уколико странке у било ком моменту имају сумњу у њихову непристрасност оне могу променити медијатора. Такође, уколико медијатори сматрају да је медијација нецелисходна и да странке не желе да сарађују, увек могу прекинути поступак медијације. Наравно, то не спречава странке да доцније покушају пред другим медијатором. Поступак отпочиње потписивањем споразума са поступајућим медијатором. Затим, медијатор даје уводну реч, представљајући себе, медијацију као поступак, правила поступка и даје странкама да се представе. Странке потом излажу свој случај по редоследу који су договориле. Медијатор има право да узима белешке, али оне представљају тајну и не могу се користити нигде осим за сврху медијације за које су и узете. Такође, то важи и за странке. Поступак се окончава потписивањем споразума, који има снагу вансудског поравнања, али може на захтев странака да има снагу извршне исправе.
Особине медијације су уштеда трошкова, тајност поступка, немогућност коришћења доказа изнетим у медијацији у другим споровима, изузеће медијатора је увек могуће, добровољност и поступак у коме је циљ да свака страна изађе задовољна. Нико не може да натера ни једну страну да пристане на оно што крши њене интересе. Уколико медијација не резултира договором, даље своје интересе странке могу заступати пред судом.
Важећи закон о медијацији у Републици Србији је Закон о посредовању у решавању спорова који је ступио на снагу 01.01.2015. године.